# ザ・マルティニス
ザ・マルティニス(The Martinis)は、アメリカのロックバンド。1993年、解散したピクシーズのギタリストであったジョーイ・サンティアゴと、その妻であるリンダ・マラーリの2人で結成された。2000年代前半まで散発的なライヴ活動を行うのみであったが、2004年5月に1stアルバム『Smitten』をクッキング・ヴァイナルよりリリースした。

## メンバー
- リンダ・マラーリ（Linda Mallari） - ボーカル
- ジョーイ・サンティアゴ（Joey Santiago） - ギター

## 作品
- The Smitten Sessions （2004年）
- Smitten （2004年）